# Fagus multinervis
Fagus multinervis  ist eine Pflanzenart aus der Gattung der Buchen (Fagus) innerhalb der Familie der Buchengewächse (Fagaceae). Dieser Endemit kommt ausschließlich auf der kleinen koreanischen Insel Ulleungdo vor. Die Eigenständigkeit dieser Pflanzensippe ist umstritten: einige Botaniker ordnen sie alternativ den ähnlichen Arten Fagus engleriana, Fagus crenata oder Fagus japonica zu.

## Beschreibung
Die Art Fagus multinervis ist morphologisch nicht sicher differenzierbar und wird vor allem nach genetischen Merkmalen unterschieden. Fagus multinervis ist sehr ähnlich zur im Süden Chinas verbreiteten Fagus engleriana.

### Vegetative Merkmale
Wie Fagus engleriana wächst Fagus multinervis obligat mehrstämmig, wobei die Einzelstämme Wuchshöhen von 18 bis 20, selten bis zu 30 Metern und Stammdurchmesser von etwa 60, bis selten 70 Zentimetern erreichen können. Die Rinde der Zweige ist anfangs dicht behaart, später verkahlend.
Die wechselständig an den Zweigen angeordneten Laubblätter sind in Blattstiel und Blattspreite gegliedert. Die einfache Blattspreite ist bei einer Länge von 4 bis 9, selten bis zu 11 Zentimetern sowie bei einer Breite von 3,5 bis 6, selten bis zu 7 Zentimeter lang-eiförmig mit spitzem oberen Ende und glattem oder leicht gewelltem Spreitenrand. Es sind jeweils 11 bis 15 Seitennerven vorhanden. Die Blattoberseite ist kahl und die -unterseite ist blasser gefärbt sowie auf den Blattnerven angedrückt behaart.

### Generative Merkmale
Die Fruchtbecher (Cupulae) sind dicht mit grün gefärbten, spatelförmigen Schuppen besetzt.

## Standortbedingungen
Die Insel Ulleungdo, etwa 130 Kilometer östlich der koreanischen Küste, ist etwa 73 Quadratkilometer groß und vulkanischen Ursprungs. Ihr Alter wird auf etwa 1,8 Millionen Jahre geschätzt, wobei sie niemals mit dem Festland verbunden war. Die Insel gipfelt im 984 Meter hohen Seonginbong, dessen steile Flanken durch fünf langgestreckte Grate gegliedert werden. Die laubwerfenden, temperaten Wälder der Insel, in denen Fagus multinervis verbreitet ist, wachsen etwa ab einer Höhenlage von 300 Metern, unterhalb davon sind immergrüne subtropische Wälder verbreitet. Wie typisch für Buchenwälder, bildet Fagus multinervis Dominanzbestände mit wenig Beteiligung anderer Baumarten aus. Begleitend kommen etwa die Lindenart Tilia insularis, die Ahornarten Acer okamotoana und Acer takesimense, die Kirschenart Prunus takesimensis, die Eibenart Taxus cuspidata und die Ulmenart Ulmus laciniata vor, die meisten davon ebenfalls Endemiten der Insel Ulleungdo (von den etwa 600 Pflanzenarten sind 39 Endemiten). In der Krautschicht der Wälder sind Arten wie Allium victorialis var. platyphyllum, das Leberblümchen Hepatica maxima, das Maiglöckchen Maianthemum dilatatum und Farne wie Rumohra standishii, Polystichum tripteron und Polystichum retrosopaleaceum kennzeichnend.
Pflanzensoziologisch werden die Buchenwälder von Ulleungdo einer Assoziation Hepatico-Fagetum multinervis zugeordnet, die allein eine eigene Ordnung Fagetalia multinervis bildet.

## Systematik
Die Erstbeschreibung von Fagus multinervis erfolgte 1918 durch den Japaner Nakai Takenoshin, nachdem die Buchenexemplare dieser Insel bis dahin der Art Fagus japonica zugerechnet worden waren. Nach morphologischen Merkmalen wurde sie von Chung-Fu Shen und, ihm folgend, von Thomas Denk mit Fagus engleriana synonymisiert. Andere Botaniker betrachteten sie als Varietät von Fagus japonica oder Fagus crenata. Nach genetischen Untersuchungen des koreanischen Forschers Sang-Hun Oh (und Kollegen) im Jahr 2015 und 2016 ist sie aber als eigenständige Art aufzufassen. Das Schwestergruppenverhältnis ist zwischen den Untersuchungen noch instabil und unklar, wahrscheinlich bildet sie die Schwestergruppe von Fagus japonica und den chinesischen Arten der Untergattung Engleriana zusammengenommen. Die differierende Stellung in verschiedenen Kladogrammen könnte dabei ein Hinweis auf eine hybridogene Entstehung sein. Aufgrund des geringen geologischen Alters der Insel muss die Einwanderung vor relativ kurzer Zeit erfolgt sein, möglicherweise vom koreanischen Festland aus. Dort kommen heute keine Buchenarten mehr vor, ihr früheres Vorkommen ist aber durch fossile Reste nachgewiesen.